# Ich liebe den Höchsten von ganzem Gemüte, BWV 174
Ich liebe den Höchsten von ganzem Gemüte, BWV 174 (Estimo l'Altíssim amb tota la meva ànima), és una cantata religiosa de Johann Sebastian Bach per al dilluns de Pentecosta, estrenada a Leipzig el 9 de juny de 1729.

## Origen i context
El llibret és de Picander i es troba inclòs en el seu recull “Ernst-Scherzhalffte uns Satyrische Gedichte” (Poemes seriosos, jocosos i satírics), en el coral fa ús de l primera estrofa de l'himne Herzlich lieb hab ich dich, o Herr de Martin Schalling de l'any 1571. El text és una paràfrasi de l'evangeli del dia Joan (3, 16-21) que narra la visita de Nicodem a Jesús. Per a aquest dilluns de Pentecosta s'han conservat dues altres cantates, la BWV 68 i l'anterior BWV 173.

## Anàlisi
Obra escrita per a contralt, tenor, baix i cor; dues trompes, dos oboès, oboe da caccia, corda i baix continu amb fagot. Consta de cinc números.
1. Simfonia
2. Ària (contralt): Ich liebe den Höchsten von ganzem Gemüte (Estimo l'Altíssim amb tota la meva ànima)
3. Recitatiu (tenor): O Liebe, welcher keine gleich! (O! Amor sense parió!)
4. Ària (baix): Greifet zu (Aferreu-vos-hi)
5. Coral: Herzlich lieb hab ich dich, o Herr (O Senyor, jo t'estimo de tot cor)

El primer número és un veritable concert i de fet és una reelaboració del primer moviment del tercer dels Concerts de Brandenburg (BWV 1048), on el conjunt instrumental de tres violins, tres violes i tres violoncels s'ha incrementat amb dues trompes, tres oboès i el fagot que forma part del continu; és el número més atractiu de tota la cantata. El número següent és una ària de contralt amb l'acompanyament dels dos oboès, d'estructura ternària i d'acord amb el text té una aire amable i tranquil. En l'únic recitatiu de l'obra, número 3, el tenor sostingut per la corda – violins i violes a l'uníson – destaca la idea de zittern (tremolar) al final. A continuació l'ària del número 4 és un trio concertant per al baix, la corda a l'uníson i el continu. Igual que l'altra ària té un text molt relacionat amb el versicle de l'evangeli del dia que diu: “Déu no ha enviat el seu Fill al món perquè el món fos condemnat, sinó per salvar-lo per mitjà d'ell”. El coral final canta a cappella el text indicat amb les veus doblades pels instruments amb la melodia de Bernard Schmid el vell, continguda en el llibre de tabulatura de 1577 Zwey Bücher einer neuen kunstliche Tabulatur auff Orgel und Instrument, melodia que també clou la Passió segons Sant Joan (BWV 245). Té una durada aproximada de vint-i-dos minuts.

## Discografia seleccionada
- J.S. Bach: Das Kantatenwerk. Sacred Cantatas Vol. 9. Nikolaus Harnoncourt, Concentus Musicus Wien, Tölzer Knabenchor (Gerard Schmidt-Gaden, director), Christian Immler (solista del cor), Kurt Equiluz, Robert Holl. (Teldec), 1994.
- J.S. Bach: The complete live recordings from the Bach Cantata Pilgrimage. CD 23: Holy Trinity, Long Meldford; 12 de juny de 2000. John Eliot Gardiner, English Baroque Soloists, Monteverdi Choir, Nathalie Stutzmann, Christoph Genz, Panajotis. (Soli Deo Gloria), 2013.
- J.S. Bach: Complete Cantatas Vol. 19. Ton Koopman, Amsterdam Baroque Orchestra & Choir, Bogna Bartosz, Christoph Prégadien, Klaus Mertens. (Challenge Classics), 2006.
- J.S. Bach: Cantatas Vol. 50. Masaaki Suzuki, Bach Collegium Japan, Robin Blaze, Gerd Türk, Peter Kooij. (BIS), 2012.
- J.S. Bach: Church Cantatas Vol. 52. Helmuth Rilling, Bach-Collegium Stuttgart, Gächinger Kantorei Stuttgart, Julia Hamari, Aldo Baldin, Wolfgang Schöne. (Hänssler), 1999.